# Littoraria angulifera

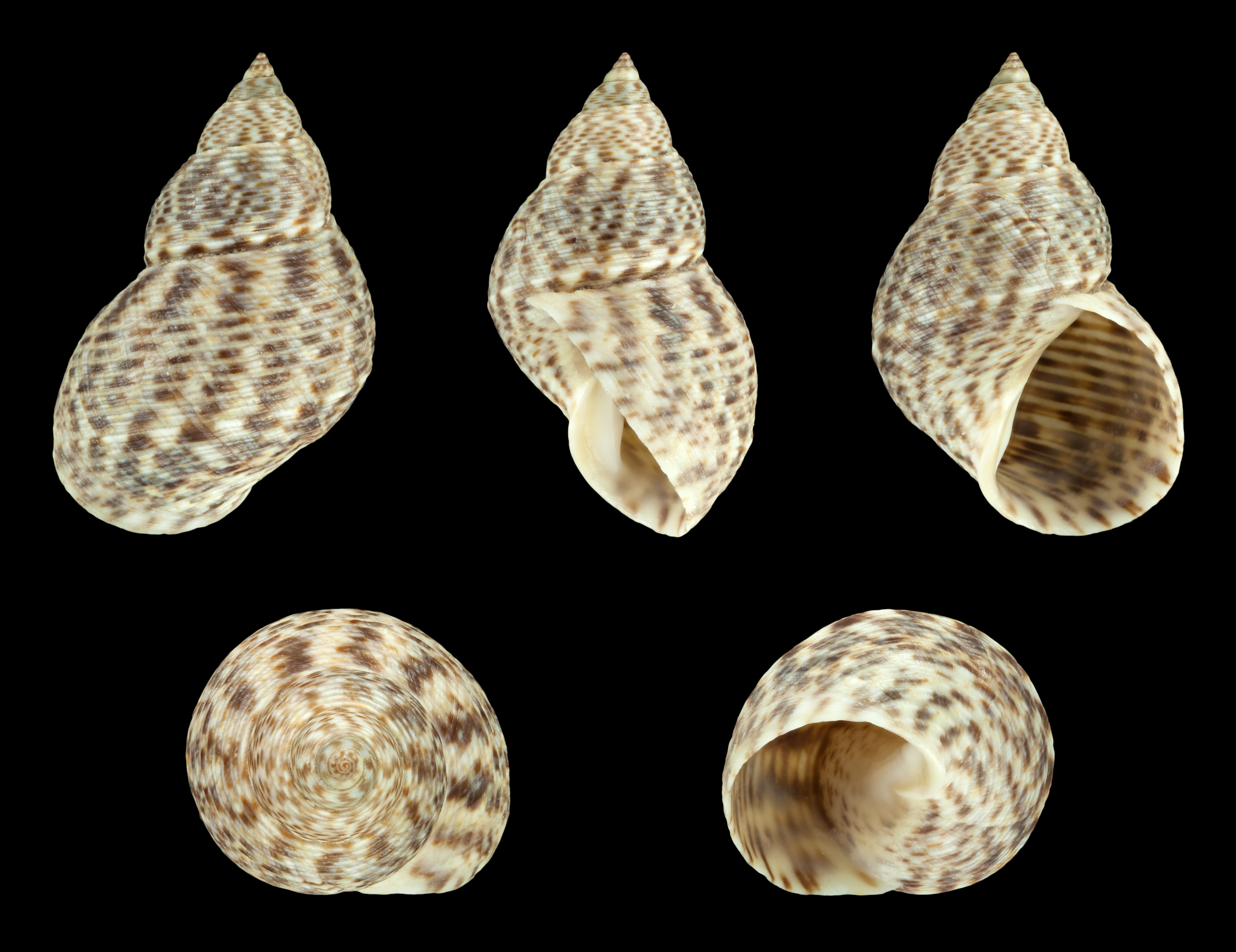

Littoraria angulifera är en snäckart som först beskrevs av Jean-Baptiste Lamarck 1822.  Littoraria angulifera ingår i släktet Littoraria och familjen strandsnäckor. Inga underarter finns listade i Catalogue of Life.